# Козакові
Козакові (Cerambycinae Latreille, 1802) — друга за чисельністю підродина жуків з родини Скрипунових, яка станом на 2021 рік налічує 11172 види, розповсюджених по всіх материках за винятком Антарктиди.

## Етимологія назви
Наукова латинізована назва Cerambycinae утворена так само, як і назва родини Cerambycidae — від назви типового роду Cerambyx, що походить від давньогрецького «κεράμϐυξ» – «довгоріг». Традиційною українською назвою роду Cerambyx є «Козак» . Назва підродини «Козакові» є також похідною від назви типового роду «Козак», при цьому назва родини «Скрипунові» є збереженням традиційного українського найменування для усіх її представників. Таке розрізнення назв підродини Козакові і родини Скрипунові має практичне значення і усуває плутанину у таксономічному ранзі саме в українській номенклатурі, оскільки назви підродин і родин утворюються за однаковим правилом

## Морфологія
Морфологічний опис представників підродини Козакових подано за монографією Івана Загайкевича.

### Імаго

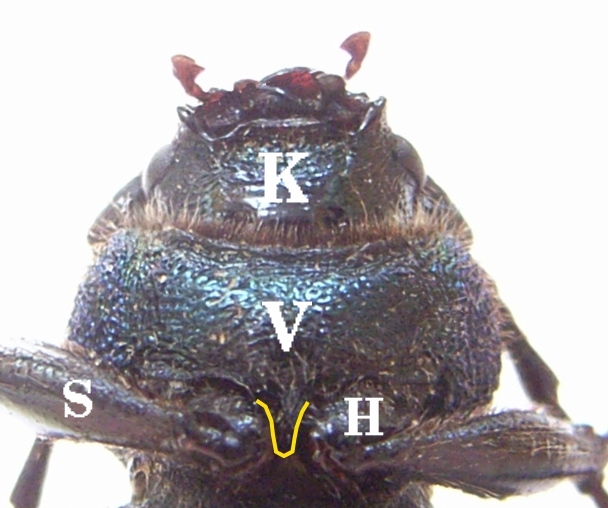
Голова (К) та передньогруди (V) Пласковусача фіолетового, позначено також виріст передньогрудей (жовтим), тазики (Н) та стегна (S)

Тіло видовжене, менш більш циліндричне, хоча у деяких родів, як от Плосковусач чи Вусач-булавоніг, воно сплющене у дорзовентральному напрямку. Голова позаду очей не має різкої шиєподібної перетяжки — звужується поступово, її скроні не виступають. Вусики розташовані між виїмчастими нирковидними очима, у самців, зазвичай, довші за тіло, хоча існує багато винятків. Передньоспинка заокруглена, проте, у деяких триб має притуплений горб або гострий шип на кожному боці. Надкрила видовжені, а у деяких родів, наприклад, Мольорх, вони вкорочені або розходяться по шву, наприклад, Вузьконадкрил. Черевце також видовжене. Передні тазики сферичні або поперечно витягнені.

### Личинка

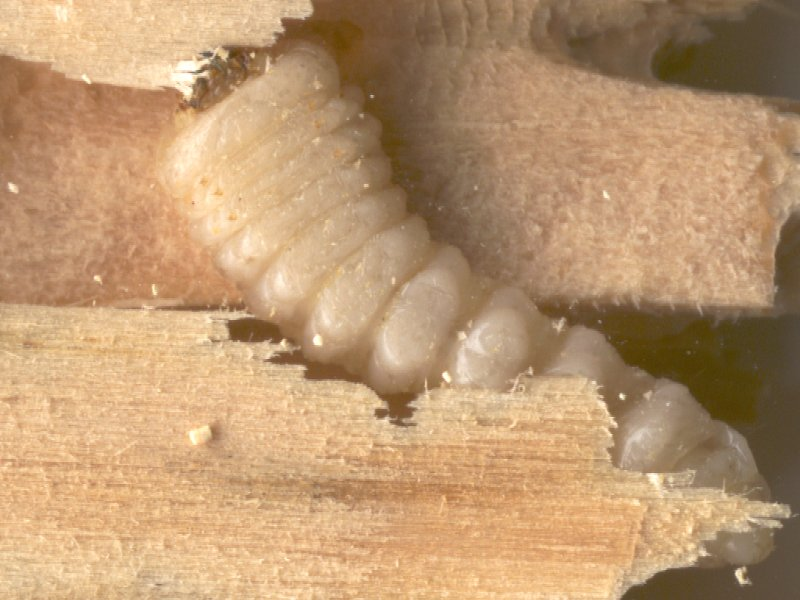
Личинка Вусача хатного сірого

Тіло водовжене, м'ясисте, білого кольору, 7-8-й членики черевця часто розширені. Все тіло рідко вкрите щетинками. Голова поперечна, сильно втягнута у передньогруди. Потилицевий отвір розташовується вентрально і розділений поперечним містком на малу передню та велику задню частини. Скронево-тім'яні частки з'єднані за допомогою довгого шва і кожна з них окремо заокруглена на своєму задньому краї. Лоб має 4 епістомальні щетинки і виїмку над вузеньким наличником. Вусики довгі, 3-и членикові, їх другий членик має сенсилу. З кожної сторони голови міститься, здебільшого, по одній парі вічок — у нижчих Церамбіцін їх може бути кілька, а у вищих Церамбіцін очі взагалі відсутні. Гіпостом вкритий щетинками з добре вираженими гіпостомальними рубцями. Ґула поперечна або квадратна. Верхня губа маленька, овально-поперчна, іноді поздовжня, вкрита густими щетинками. Щелепи товсті, короткі, їх внутрішній — гострий край заокруглений, без зубців. Щелепні щупальця 3-4-и членикові, а губні — 2-о членикові. Пронотум облямований глибокими латеральними і вкритий дрібними поздовжніми борозенками. У примітивних триб наявні 4-и членикові ноги з кігтиком, а у еволюційно прогресивних — редуковані. Терґіт середньогрудей розподілений Х-подібним рубцем. Черевце 9-и членикове, 1-7-й членики мають черевні та спинні мозолі. На мозолях наявні 2-і поздовжні та 2-і поперечні борозенки на краях. Мозолі вкриті дрібними ґранулами, зморшками чи борозеночками. На сегментах черевця також наявні плевральні диски. На плевральних горбиках містяться щетинки. Дихальця невеликі, округлі, без крайових камер. На 9-у членику черевця відсутні будь-які склеротизовані вирости.

## Молекулярна філогенія
Перша найбільш повна молекулярна філогенія підродини Козакових на основі аналізу 6-ти генів 16S rRNA, 18S rRNA, 28S rRNA, COI, Wng і CAD була здійснена у 2020-му році. Згідно цієї філогенії підродина складається із двох великих еволюційних гілок: COCX і TCCH. Клада COCX об'єднує триби Obriini, Stenopterini, Thraniini, Phoracanthini, Xystrocerini, Callichromatini, Cerambycini, Molorchini і Pyrestini. Інші триби належать до клади TCCH. Дуже схожа філогенія з поділом Козакових на дві клади була запропонована у 2021-му році на основі аналізу 5-ти генів: 16S rRNA, 18S rRNA, 28S rRNA, COI і Wng. Пізніше, значної трансформації зазнала триба Clytini, аналізована на основі 5-ти генів: 12S rRNA, 16S rRNA, COI, 18S rRNA, 28S rRNA,  яка яка виявилась поліфілетичною і з її складу було виокремлено трибу Chlorophorini. Доповнення цих філогеній даними про австралійських і новозеландських Козакових у 2022-му році значно змінило топологію філогенетичних дерев, зокрема підродину Dorcasominae розглядають у ранзі триби у підродині Козакові. При цьому австралійські і новозеландські триби утворюють окрему еволюційну гілку, яка дуже віддалено споріднена із рештою Козакових. Дослідження 2024-го року на основі аналізу 3-х генів 16S rRNA, COI, 28S rRNA, продемонструвало поліфілетичність низки триб (Callidiini, Callidiopini, Hesperophanini, Elaphidiini, Cleomenini, Phoracanthini). Обмеженням цього дослідження є включення до аналізу лише 22-х палеарктичних родів. Дослідження тривають і розробка молекулярної філогенетичної системи підродини Козакових все ще далека від завершення.

## Систематика
Система підродини Козакові є складною і перебуває у стані постійних змін, що пов'язано із її древністю, ізольованістю на різних материках і океанічних островах, а також великою кількістю видів. На сьогодні існує певна неузгодженість між морфологічною і молекулярною систематиками, що спричинює значні дебати у середовищі фахівців. Перелік триб підродини Козакові наведено нижче з вказівкою українських найменувань для триб представлених у фавні України:
1. Achrysonini Lacordaire, 1869
2. Agallissini LeConte, 1873
3. Alanizini Di Iorio, 2003
4. Amphoecini Breuning, 1951
5. Різьблярцеві — Anaglyptini Lacordaire, 1868
6. Ancylocerini LeConte, 1873
7. Aphanasiini Thomson, 1860
8. Aphneopini Aurivillius, 1912
9. Basipterini Fragoso, Monné & Campos-Seabra, 1987
10. Bimiini Lacordaire, 1869
11. Bothriospilini Lane, 1950
12. Красобарвицеві — Callichromatini Swainson & Shuckard, 1840
13. Пласковусачівцеві — Callidiini Kirby, 1837
14. Callidiopini Lacordaire, 1869
15. Кошиківцеві — Cartallini Fairmaire, 1854
16. Козакцеві — Cerambycini Latreille, 1804
17. Chlidonini Waterhouse, 1879
18. Травоколірцеві — Chlorophorini Zamoroka, 2021
19. Clytellini Miroshnikov, 2014
20. Осівцеві — Clytini Mulsant, 1839
21. Coelarthrini Lacordaire, 1869
22. Бунчужницеві — Compsocerini Thomson, 1864
23. Coptommatidini Lacordaire, 1869
24. Curiini LeConte, 1873
25. Dedyini Lepesme & Breuning, 1955
26. Маркітцеві — Deilini Fairmaire, 1864
27. Dejanirini Villiers, 1966
28. Diorini Lane, 1950
29. Distichocerini Lacordaire, 1869
30. Dodecosini Aurivillius, 1912
31. Dryobiini Linsley, 1964
32. Dychophyiini Gistel, 1848
33. Eburiini Blanchard, 1845
34. Ectenessini Martins & Galileo, 1998
35. Elaphidiini Thomson, 1864
36. Eligmodermini Lacordaire, 1869
37. Erlandiini Aurivillius, 1912
38. Eroschematini Lacordaire, 1869
39. Eumichthini Linsley, 1940
40. Gahaniini Quentin & Villiers, 1969
41. Glaucytini Lacordaire, 1869
42. Тендітницеві — Graciliini Mulsant, 1839
43. Вечірницеві — Hesperophanini Mulsant, 1839
44. Hesthesini Lacordaire, 1869
45. Holopleurini Chemsak & Linsley, 1974
46. Holopterini Lacordaire, 1869
47. Ґульцеві — Hyboderini Linsley, 1940
48. Деревачцеві – Hylotrupini Zahajkevych, 1991
49. Ibidionini Thomson, 1860
50. Ideratini Martins & Napp, 2009
51. Lissonotini Thomson, 1860
52. Macronini Lacordaire, 1869
53. Megacoelini Quentin & Villiers, 1969
54. Ятрунцеві — Molorchini Mulsant, 1863
55. Mythodini Lacordaire, 1869
56. Усічовцеві – Nathriini Linsley, 1963
57. Necydalopsini Blanchard, 1851
58. Довговусцеві — Obriini Mulsant, 1839
59. Oedenoderini Aurivillius, 1912
60. Oemini Pascoe, 1869
61. Opsimini LeConte, 1873
62. Paraholopterini Martins, 1997
63. Phalotini Pascoe, 1863
64. Phlyctaenodini Newman, 1841
65. Phoracanthini Newman, 1840
66. Phyllarthriini Lepesme & Breuning, 1956
67. Piezocerini Lacordaire, 1869
68. Plectogasterini Quentin & Villiers, 1969
69. Pleiarthrocerini Lane, 1950
70. Plesioclytini Wappes & Skelly, 2015
71. Prothemini Lacordaire, 1868
72. Psebiini Lacordaire, 1869
73. Pseudocephalini Aurivillius, 1912
74. Pseudolepturini Thomson, 1861
75. Psilomorphini Lacordaire, 1869
76. Pteroplatini Thomson, 1860
77. Pytheini Thomson, 1864
78. Rhagiomorphini Lacordaire, 1869
79. Rhinotragini Thomson, 1860
80. Rhopalophorini Blanchard, 1845
81. Sestyrini Lacordaire, 1868
82. Smodicini Lacordaire, 1869
83. Spintheriini Thomson, 1860
84. Stenoderini Pascoe, 1867
85. Вузькокрильцеві — Stenopterini Fairmaire, 1868
86. Strongylurini Pascoe, 1869
87. Thraniini Gahan, 1906
88. Thyrsiini Marinoni & Napp, 1984
89. Tillomorphini Lacordaire, 1869
90. Torneutini Thomson, 1860
91. Тлустошийцеві — Trachyderini Dupont, 1836
92. Tragocerini Lacordaire, 1869
93. Trichomesini Pascoe, 1859
94. Tropocalymmatini Thomson, 1864
95. Typhocesini Lacordaire, 1869
96. Unxiini Napp, 2007
97. Uracanthini Blanchard, 1853
98. Xystrocerini Blanchard, 1845

## Фотогалерея

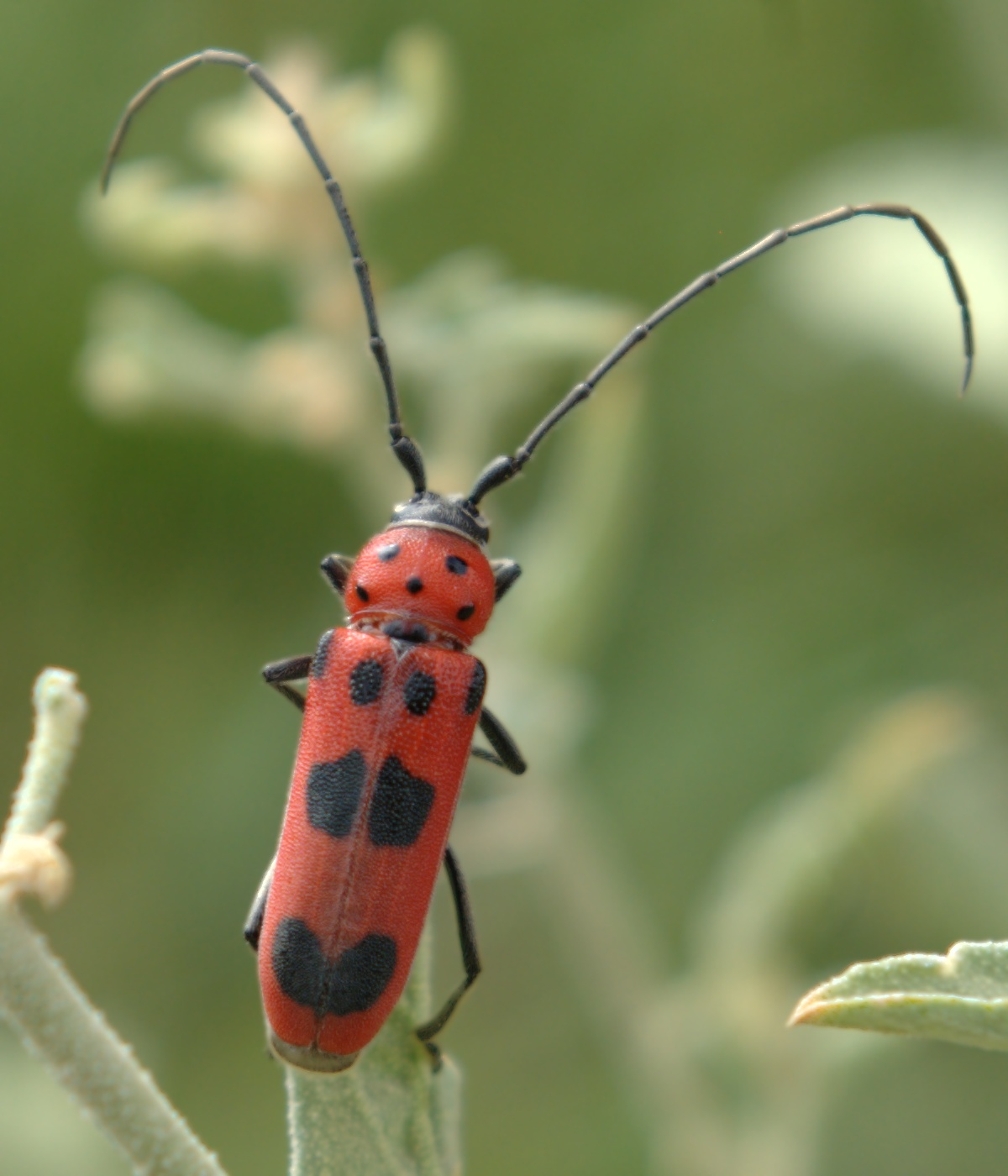
Tylosis maculatus
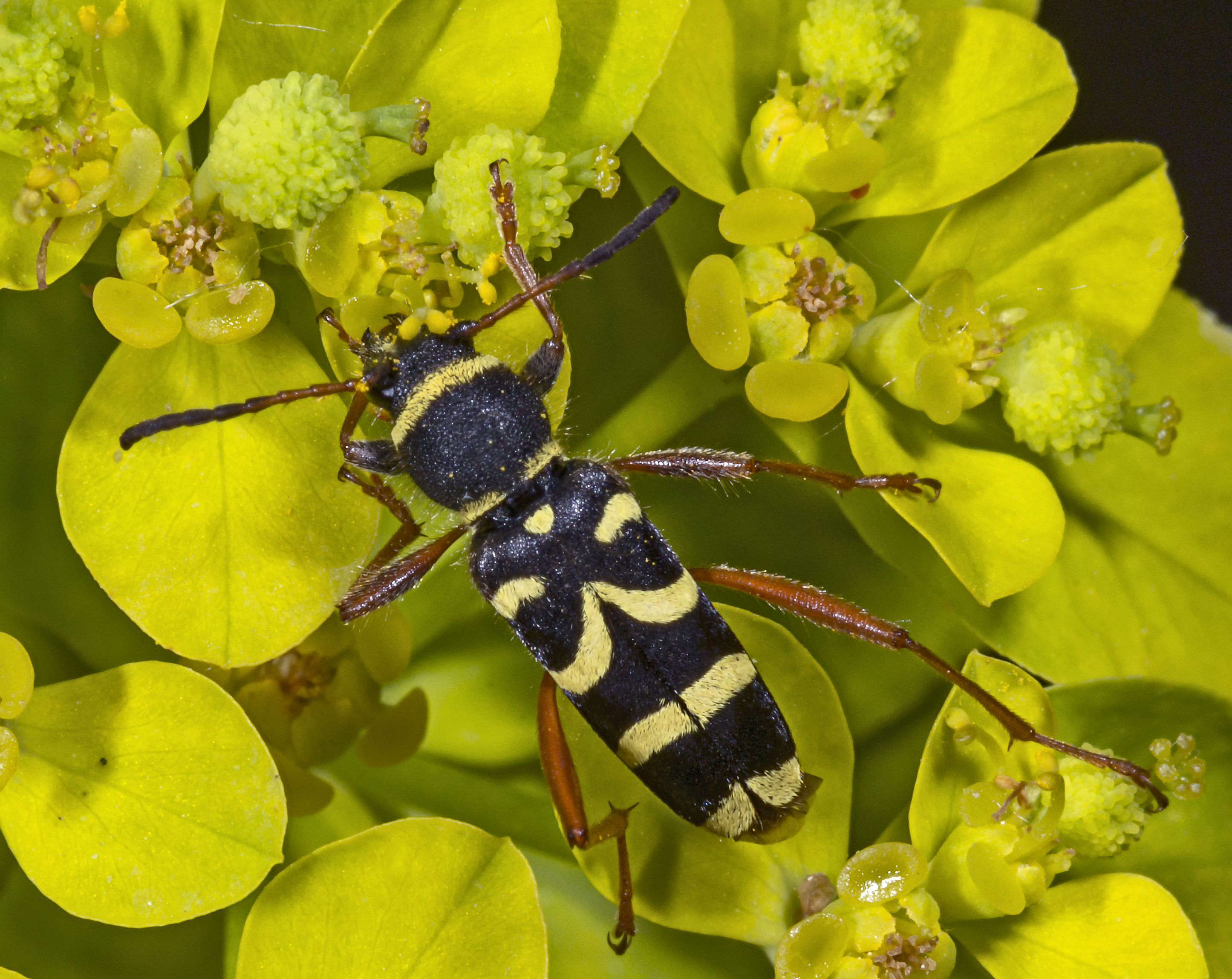
Осовець звичайний (Clytus arietis)
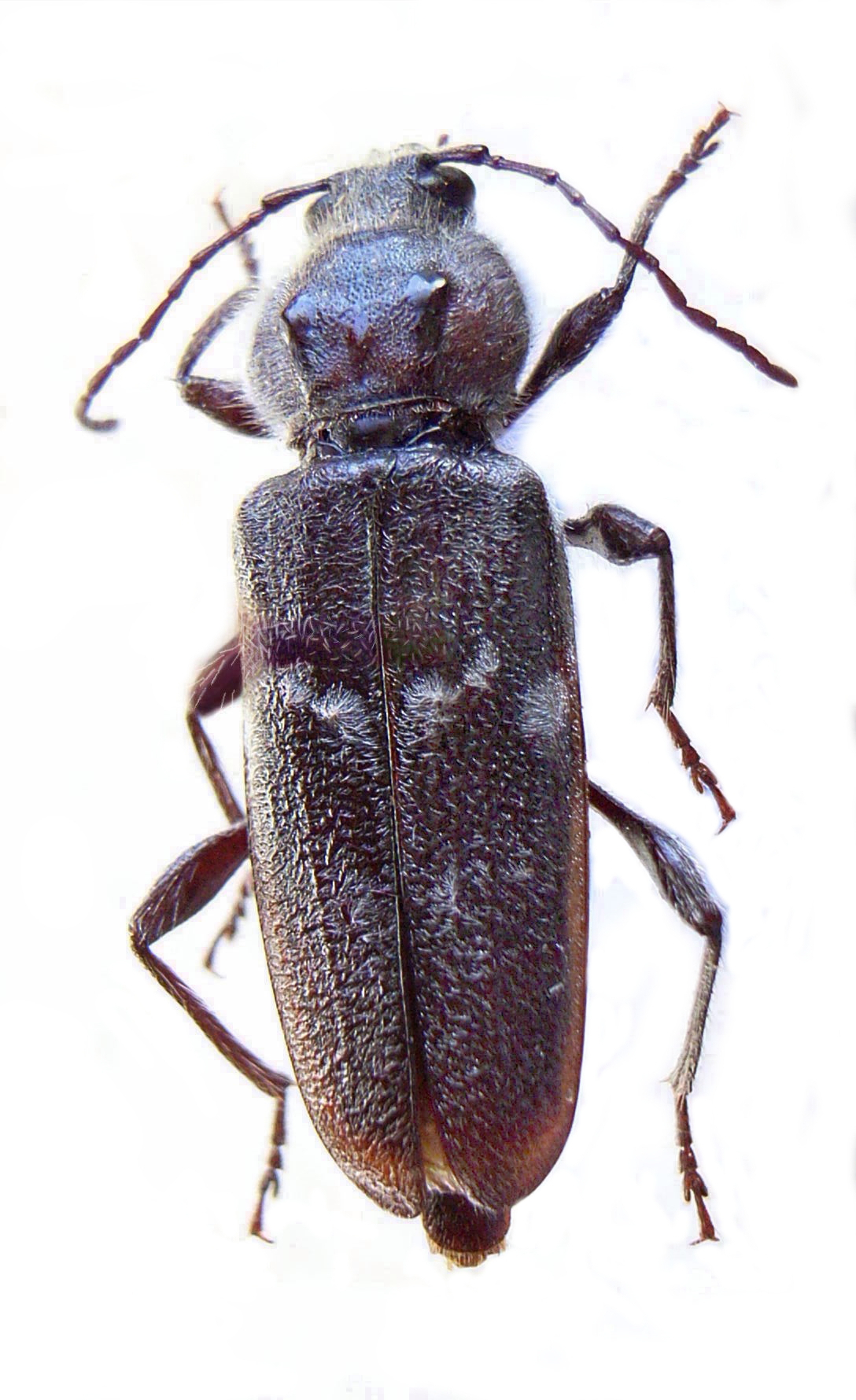
Деревач хрупень (Hylotrupes bajulus)
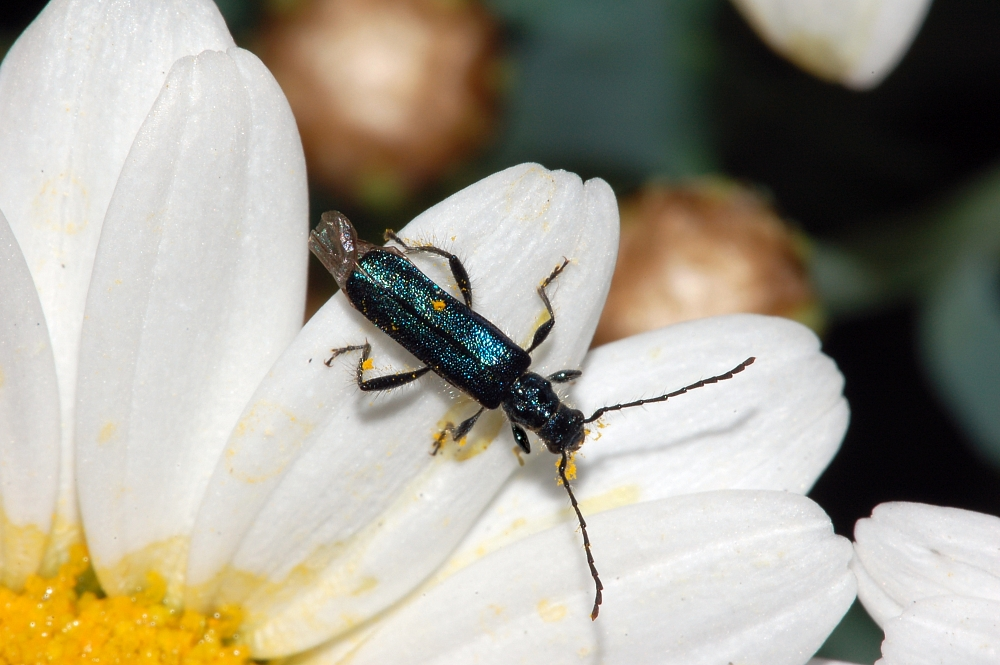
Красик смарагдовий (Callimus angulatus)
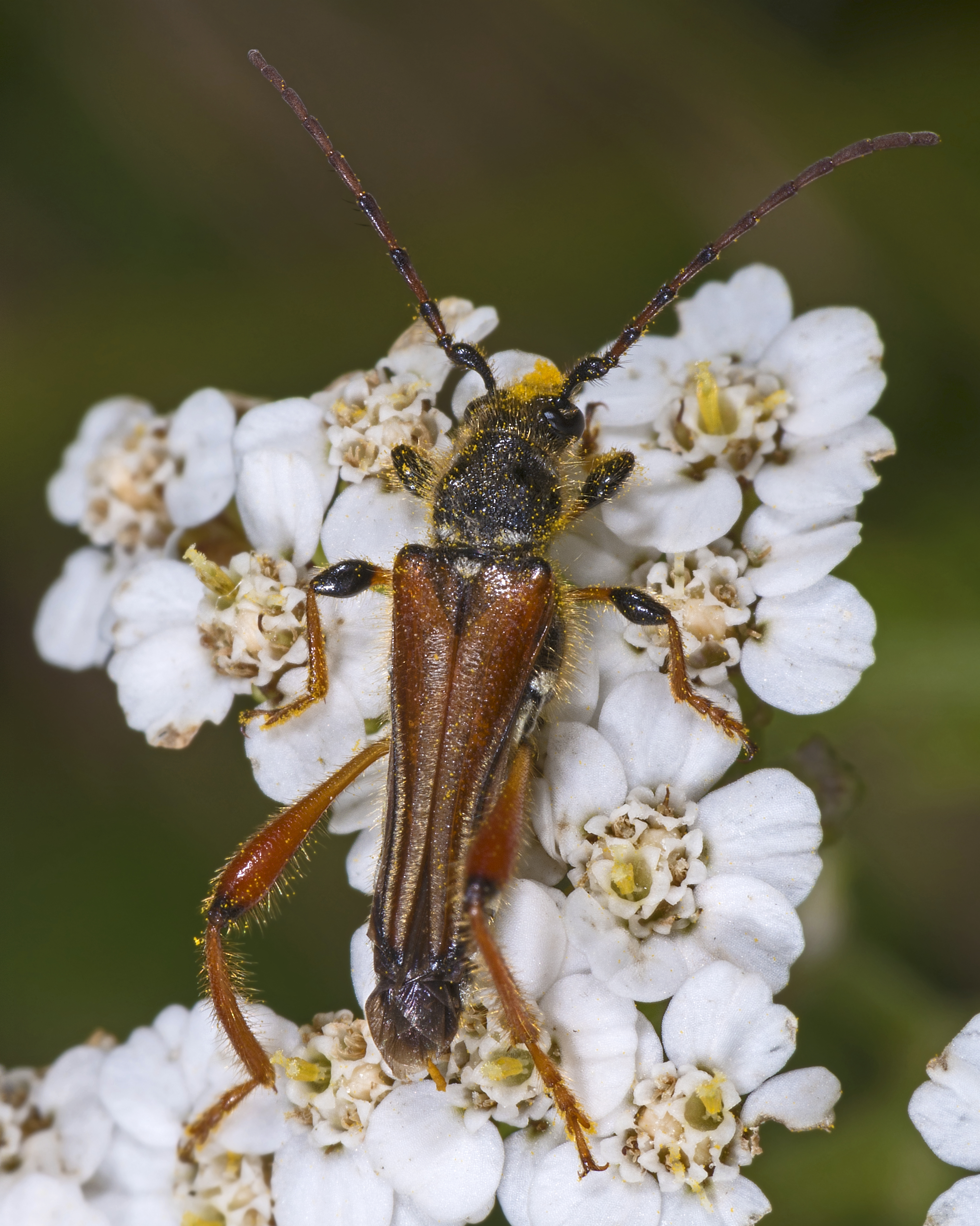
Вузькокрилець рудий (Stenopterus rufus)
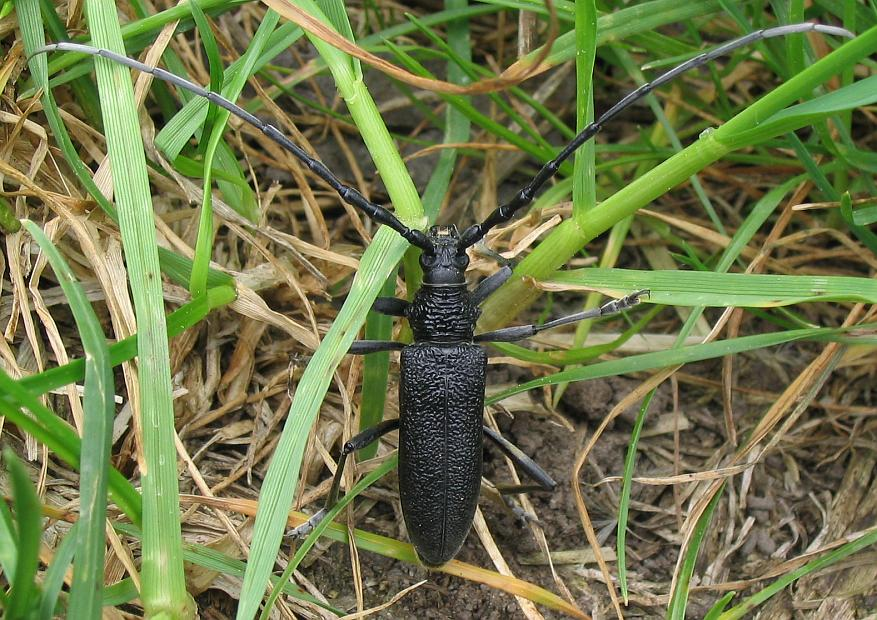
Козак малий (Cerambyx scopolii)